# Lillhjärna

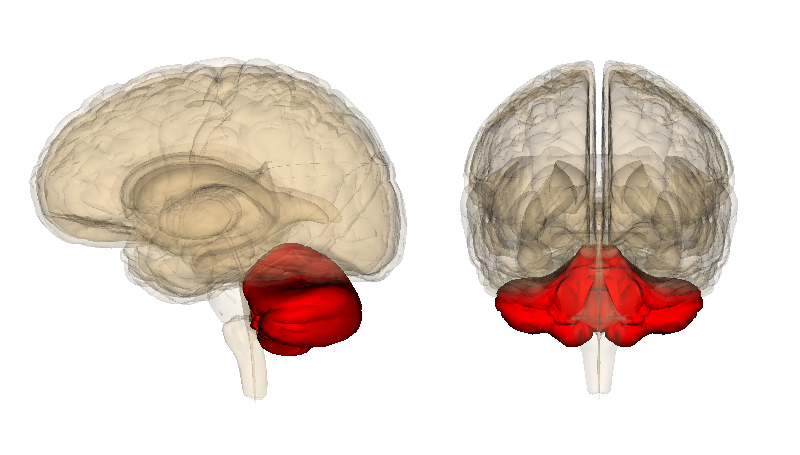
Lillhjärnan, cerebellum, markerad i rött.

Lillhjärnan, cerebellum, är en del av hjärnan. Den har framför allt hand om motorkoordination, kroppsställning och balans. Lillhjärnan är en komplex struktur, fastän den volymmässigt bara motsvarar en tiondel av hjärnans volym, så innehåller den 80% av dess nervceller.

## Anatomi

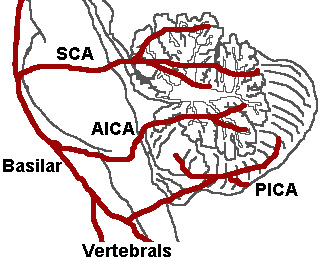
Cerebellums artärer

Lillhjärnan är en del av hjärnan och ligger baktill i kraniet vid skallens bas under storhjärnan, strax bakom hjärnstammen som den är förbunden med. Den har liksom storhjärnan två hemisfärer separerade av en fåra som kallas vermis cerebelli. Den kan delas in i lober och ytan är veckad. Trots att lillhjärnan bara har en storlek motsvarande cirka 10 procent av storhjärnans volym så innehåller den fler nervceller. Lillhjärnan har riklig kontakt med storhjärnan och ryggmärgen via hjärnstammen och hjärnbryggan.
Arteriellt försörjs lillhjärnan  av 2 grenar som utgår från arteriae vertebrales (höger och vänster) och 4 grenar som utgår från arteria basilaris 
- Arteria cerebelli anterior inferior (höger och vänster) utgår från arteria basilaris
- Arteria cerebelli superior (höger och vänster) utgår från arteria basilaris
- Arteria cerebelli posterior inferior utgår från respektive arteria vertebralis (höger från höger  och vänster från vänster)

## Histologi

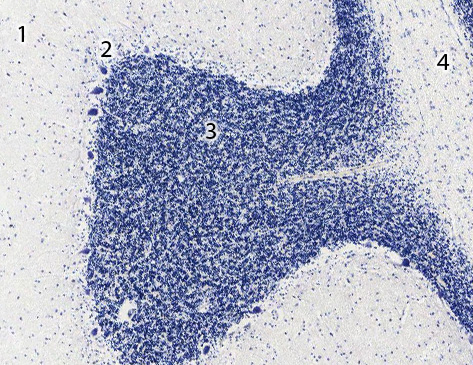
Histologiskt snitt av lillhjärnan. Lager, utifrån och in: 1: Lamina Moleculare, 2: Lamina Ganglionale med purkinjeceller. 3: Lamina granulosum med kornceller, 4: Vit hjärnsubstans.

Histologiskt sett är lillhjärnan en struktur med tre tydliga cellager, med vit hjärnsubstans underst.
I tvärsnitt ser man den grå barken samt den vita substansen bilda ett grenliknande mönster kallad livsträdet (arbor vitae). 
Den grå substansen (barken) kan indelas i tre lager; 
- Lamina (stratum) moleculare - Det yttersta lagret, som innehåller transversalt löpande axon, så kallade parallellfibrer. Dessa utgår från de så kallade korncellerna i lamina granulosum, det innersta lagret, och kontaktar i sin tur dendriter på purkinjeceller i lamina ganglionare, det mellersta lagret. Utöver det finns också myelinproducerande stödceller.
- Lamina Ganglionare, ett tunt skikt rikt på purkinjeceller, den största nervcellen i centrala nervsystemet. Skiktet är histologiskt sett egentligen inte tjockare än vad en purkinjecell är. Dessa celler sammanställer och integrerar information från korncellerna i lamina moleculare, samt skickar vidare den sammanställda informationen till "deep cerebellar nuclei". Därifrån går informationen till nervceller i storhjärnans motoriska bark, thalamus samt till viss del till så kallade balanskärnor i hjärnstammen. Purkinjeceller kommunicerar främst genom GABAerga kommunikation. Purkinjecellerna tar emot två sorters input:
  - Mossfibrer, som kommer från cortex, ryggmärg och balanskärnor bland annat. Varje pyramidcell kontaktas av mossfibrer från ett tusental olika nervceller. Var och en av dessa har litet inflytande över pyramidcellernas aktivitet men deras gemensamma aktivitet bidrar till att ge stort inflytande över pyramidcellerna.
  - Klätterfibrer, så kallade eftersom deras axon "klättrar" längs dendriter på pyramidcellerna, medan de bildar ett 300-tal synapser. Denna täta synapsbildning gör att det räcker med en aktionspotential från en klätterfibrer för att trigga en pyramidcell. Oliva inferior är den kärna som avger klätterfibrerna, den tar i sin tur emot fibrer från sensoriska och motoriska cortex, ryggmärg och andra kärnor i förlängda märgen. Deras förmodade funktion är reglering av motorisk inlärning.
- Lamina granulosum, det innersta lagret av lillhjärnans hjärnbark. Har mycket rikligt med kornceller, och ser på histologiska snitt väldigt kornigt ut, därav dess namn. Korncellerna är den talrikaste av nervcelltyperna som finns i kroppen. Detta lager av celler tar emot impulser från:
  - Ryggmärgen med sensorisk information från mekanoreceptorer i muskler, leder och senor, som talar om dessas inbördes positioner.
  - Signalering från balanskärnor och kärnor för motorik i hjärnstammen.
  - Kärnor i pons, som i sin tur tar emot signalering från cortex/barken i storhjärnan (telencephalon).

## Funktion
Man kan dela in lillhjärnan i tre delar. 
1. "Vestibulocerebellum" har hand om balans och huvud- och ögonrörelser,
2. "Spinocerebellum" har hand om balans och kontroll av bål- och extremitetsrörelser
3. "Cerebrocerebellum" har hand om initiering, planering och timing av rörelser.

Senare forskning visar att lillhjärnan inte bara arbetar med sensori-motoriska funktioner såsom koordination utan även är involverad i en mängd processer som har med vårt tänkande och våra känslor att göra, bland annat syns hög aktivitet i lillhjärnan när man jämför saker, som strukturen på två olika sandpapper. När man bara känner på ett sorts sandpapper, så ser man dock inte denna typ av aktivitet i lillhjärnan. 
De bästa ledtrådarna till lillhjärnans funktion kommer från undersökningar av effekterna av skador på den. Djur och människor vars lillhjärna fungerar dåligt uppvisar framför allt problem med motorisk styrning på samma sida av kroppen som den skadade delen av lillhjärnan. Dessa individer kan fortsätta att röra sig men med försämrad precision; deras rörelser blir ryckiga och okoordinerade eller utförs med felaktig tajming. Ett standard-test för lillhjärnans funktion är att med ett finger beröra en punkt som befinner sig precis inom räckhåll. En frisk person gör detta genom att snabbt förflytta fingret längs en rak linje mot målet. En person med skador i lillhjärnan utför en krokig rörelse som dessutom är betydligt långsammare. Man kan observera flera korrigeringar av rörelseriktningen längs vägen. Brister som inte har med rörelseförmågan att göra är svårare att upptäcka. Därför har man för några decennier sedan dragit den allmänna slutsatsen att lillhjärnans grundläggande funktion är att kalibrera detaljerna i de rörelser som ska utföras, inte att sätta igång rörelser eller besluta vilka rörelser som ska utföras. 
Före 1900-talet var den dominerande uppfattningen att lillhjärnans funktion handlade endast om motoriken. Nyare upptäckter har gjort att den uppfattningen har ifrågasatts. Metoder som visar vad som händer i hjärnan när den arbetar har påvisat interaktion mellan lillhjärnan och sådana områden i hjärnbarken som inte hanterar motoriken. Det har också observerats ett antal olika symtom orelaterade till motorik hos personer med skador som tycks vara begränsade till lillhjärnan. Uppskattningar som baserats på funktionell kartläggning med Funktionell magnetresonanstomografi tycks visa att mer än halva lillhjärnans hjärnbark är förbunden med associations-zoner i storhjärnans hjärnbark. Kenji Doya har argumenterat för att lillhjärnans funktion bäst kan förstås, inte i termer av vilka beteenden den deltar i, utan snarare i termer av vilken sorts beräkningar den utför. Lillhjärnan består av ett stort antal relativt oberoende moduler. Alla moduler har samma regelbundna geometriska inre struktur. Man antar därför att de utför samma beräkning. Om de inkommande och de utgående förbindelserna från modulerna är till motoriska områden (som många är), blir modulen involverad i motoriskt beteende. Om förbindelserna istället går till andra områden kommer den modulen att förknippas med andra funktionella särdrag, till exempel tillgivenhet. Doya föreslår att lillhjärnans funktion bäst förstås som förutsägande val av handling baserat på ”interna modeller” av omgivningen eller som en mekanism för övervakad inlärning, till skillnad från de basala ganglierna som utför förstärkningsinlärning (på engelska reinforcement learning) och storhjärnans hjärnbark som utför oövervakad inlärning (unsupervised learning).

### Principer
Eftersom lillhjärnans anatomi är relativt okomplicerad och regelbunden hoppades man i början att detta också implicerade enkla beräkningsfunktioner. Det kan man till exempel se i en av de första böckerna om lillhjärnans elektrofysiologi, ”The Cerebellum as a Neuronal Machine”. Trots att den fullständiga förståelsen av lillhjärnans funktion har förblivit utom räckhåll, har åtminstone fyra principer identifierats som viktiga: (1) enkelriktat beräkningsflöde (engelska ”feedforward processing”), (2) divergens och konvergens, (3) modularitet och (4) plasticitet. 
1. Enkelriktat beräkningsflöde: Lillhjärnan skiljer sig från de flesta andra delarna av hjärnan (särskilt från storhjärnans hjärnbark) genom att signalbearbetningen utförs nästan uteslutande i en riktning, från ingången till utgången med mycket begränsad intern återkoppling. Den lilla återkoppling som finns består av ömsesidig hämning. Det finns inga ömsesidigt stimulerande kretsar. Det här enkelriktade arbetssättet innebär att lillhjärnan, till skillnad från hjärnbarken, saknar förmåga att skapa mönster av  nerv-aktivitet som vidmakthåller sig själva. Signaler kommer till kretsen, bearbetas av ett steg i taget i en bestämd ordningsföljd och skickas därefter ut till andra delar av nervsystemet. Som Eccles, Ito och Szentágothai skrev 1967: Den här konstruktionens uteslutning av all möjlighet till återknytande kedjor av nervstimulering är säkerligen en stor fördel för lillhjärnans prestanda sedd som en dator, i och med att det som det övriga nervsystemet behöver från lillhjärnan antagligen inte är resultat som kräver bearbetning av komplexa återkopplade kretsar i lillhjärnan, utan snarare en snabb och tydlig respons på varje kombination av ingångsdata.[10]
2. Divergens och konvergens: I människans lillhjärna sprids information från 200 miljoner inkommande fibrer (engelska ’’mossy fiber’’) till 40 miljarder interna celler (engelska ’’Cerebellum granule cell’’) vars parallella fiberutgångar sedan konvergerar till 15 miljoner Purkinje-celler. [11] Genom det sätt som de är uppradade longitudinellt kan de ungefär 1000 purkinjecellerna som hör till en mikrozon ta emot information från så många som 100 miljoner parallella fibrer och rikta sin egen utgående information till en grupp av mindre än 50 celler djupt inne i lillhjärnan.[12] Lillhjärnans nätverk tar alltså emot ett begränsat antal stimuli, utför omfattande bearbetning av dessa stimuli i ett strängt välstrukturerat internt nätverk och sänder ut resultatet via ett mycket begränsat antal utgångs-celler.
3. Modularitet: Lillhjärnans system är funktionellt indelat i mer eller mindre oberoende moduler, vars antal troligtvis uppgår till några hundra tusen. Alla moduler har ungefär samma interna struktur men separata ingångar och utgångar. En modul består av en liten knippa av neuron i den nedre oliven, en uppsättning långa smala band av purkinjeceller i lillhjärnans bark (mikrozoner), och en liten knippa neuron i en av lillhjärnans djupa kärnor. Olika moduler kan ha ingångar från samma mossiga fibrer och parallella fibrer. I andra avseenden verkar de dock arbeta oberoende av varandra – utgångarna från en modul verkar inte på något signifikant vis påverka andra modulers aktiviteter.[12]
4. Plasticitet: Både synapserna mellan parallella fibrer och purkinjeceller och synapserna mellan mossiga fibrer och celler i den djupa kärnan är känsliga för förändringar i sin styrka. I en enstaka modul i lillhjärnan kan insignaler från en miljard parallella fibrer konvergera till en grupp om mindre än 50 celler i den djupa kärnan. Dessutom är påverkan från varje parallell fiber från dessa kärn-celler justerbar. Detta arrangemang resulterar i en oerhörd flexibilitet för fin-justering av relationen mellan insignalerna till lillhjärnan och dess utsignaler.[13]